# Rendelet
A rendelet a jogszabályok hierarchiájában a törvény alatt álló jogszabály, melyet törvényi felhatalmazás alapján, az alaptörvényben vagy más törvényben rendeletalkotási joggal felruházott szerv hozhat meg.

## Magyarországon

### Kormányrendelet
A kormányrendelet a rendeletek közül a legmagasabb szintű jogszabály. Kormányrendelet rendelkezik például a járásokról.

### Miniszteri rendelet
A miniszterek saját hatáskörben rendeleteket adhatnak ki. Miniszteri rendelet rendelkezik például a tantervről.

### Együttes rendelet
Az együttes rendelet - korábban - több minisztérium (illetve országos hatáskörű szerv) által kiadott miniszteri rendeletet jelentett. 

### Az önálló szabályozó szerv vezetőjének rendelete
Az alaptörvény alapján a Magyar Nemzeti Bank elnökének rendelete és az önálló szabályozó szerv (Nemzeti Média- és Hírközlési Hatóság, valamint a Magyar Energetikai és Közmű-szabályozási Hivatal) elnökének rendelete jogszabálynak minősül. A forintérmék- és bankjegyek kinézetéről a Magyar Nemzeti Bank elnökének rendelete határoz.

### Önkormányzati rendelet
Az önkormányzatok feladataikat rendeleteikkel hajtják végre. A helyi adókat is ezek határozzák meg.